# Bukovany (district de Příbram)
Pour les articles homonymes, voir Bukovany.
Bukovany (en allemand : Bukowan) est une commune du district de Příbram, dans la région de Bohême-Centrale, en République tchèque. Sa population s'élevait à 89 habitants en 2020.

## Géographie
Bukovany se trouve à 15 km au nord-est de Březnice, à 15 km au sud-est de Příbram et à 61 km au sud-sud-ouest de Prague.
La commune est limitée par Zbenice et Cetyně au nord, par Kozárovice à l'est et au sud, et par Chraštice à l'ouest.

## Histoire
La première mention écrite de la localité date de 1318.

## Transports
Par la route, Bukovany se trouve à 13 km de Březnice, à 18 km de Příbram et à 71 km de Prague.